# Vättle, Ale och Kullings domsagas valkrets
Vättle, Ale och Kullings domsagas valkrets var vid riksdagsvalen till andra kammaren 1866–1875 samt 1881–1908 en egen valkrets med ett mandat. I valet 1878 var valkretsen delad i Vättle och Ale häraders valkrets samt Kullings härads valkrets. Valkretsen, som således omfattade Vättle, Ale och Kullings härader, avskaffades vid införandet av proportionellt valsystem i valet 1911 och uppgick då i Älvsborgs läns mellersta valkrets.

## Riksdagsmän
- Wolter Hessle (1867–1869)
- Sven Andreasson, lmp (1870–1874)
- Jonas Andersson, lmp (1875)
- Axel Rutensköld (1876–1878)

För mandatperioden 1879–1881, se Vättle och Ale häraders valkrets samt Kullings härads valkrets
- Sven Andreasson, lmp (1882–1886)
- August Andreason, lmp 1887, nya lmp 1888–1890 (1887–1890)
- Jonas Andersson, nya lmp (1891–1894)
- Elof Nilsson, lmp (1895–1908)
- Herman Carlson, lib s (1909–1911)

## Valresultat

### 1887 I
| Andrakammarvalet i Sverige 1887 I: Vättle, Ale och Kullings domsagas valkrets | Andrakammarvalet i Sverige 1887 I: Vättle, Ale och Kullings domsagas valkrets | Andrakammarvalet i Sverige 1887 I: Vättle, Ale och Kullings domsagas valkrets | Andrakammarvalet i Sverige 1887 I: Vättle, Ale och Kullings domsagas valkrets | Andrakammarvalet i Sverige 1887 I: Vättle, Ale och Kullings domsagas valkrets |
| Kandidat                                                                      | Kandidat                                                                      | Röster                                                                        | Röster                                                                        | Röster                                                                        |
| Kandidat                                                                      | Kandidat                                                                      | Antal                                                                         | %                                                                             | +− %                                                                          |
| ----------------------------------------------------------------------------- | ----------------------------------------------------------------------------- | ----------------------------------------------------------------------------- | ----------------------------------------------------------------------------- | ----------------------------------------------------------------------------- |
|                                                                               | August Andreason (prot.)                                                      | 47                                                                            | 88,7                                                                          |                                                                               |
|                                                                               | Fredrik Adelsköld (frih.)                                                     | 4                                                                             | 7,5                                                                           |                                                                               |
|                                                                               | Övriga kandidater                                                             | 2                                                                             | 3,8                                                                           |                                                                               |
| Antal giltiga röster                                                          | Antal giltiga röster                                                          | 53                                                                            |                                                                               |                                                                               |
| Kasserade röster                                                              | Kasserade röster                                                              | 1                                                                             |                                                                               |                                                                               |
| Totalt                                                                        | Totalt                                                                        | 54                                                                            |                                                                               |                                                                               |

Valet ägde rum den 20 april 1887. Valdeltagandet var 17,4% vid valet av elektorerna som sedan valde riksdagsmannen.

### 1887 II
| Andrakammarvalet i Sverige 1887 II: Vättle, Ale och Kullings domsagas valkrets | Andrakammarvalet i Sverige 1887 II: Vättle, Ale och Kullings domsagas valkrets | Andrakammarvalet i Sverige 1887 II: Vättle, Ale och Kullings domsagas valkrets | Andrakammarvalet i Sverige 1887 II: Vättle, Ale och Kullings domsagas valkrets | Andrakammarvalet i Sverige 1887 II: Vättle, Ale och Kullings domsagas valkrets |
| Kandidat                                                                       | Kandidat                                                                       | Röster                                                                         | Röster                                                                         | Röster                                                                         |
| Kandidat                                                                       | Kandidat                                                                       | Antal                                                                          | %                                                                              | +− %                                                                           |
| ------------------------------------------------------------------------------ | ------------------------------------------------------------------------------ | ------------------------------------------------------------------------------ | ------------------------------------------------------------------------------ | ------------------------------------------------------------------------------ |
|                                                                                | August Andreason (NL)                                                          | 541                                                                            | 78,7                                                                           | ▼10,0                                                                          |
|                                                                                | Johannes Olsson (prot.)                                                        | 103                                                                            | 15,0                                                                           |                                                                                |
|                                                                                | Övriga kandidater                                                              | 43                                                                             | 6,3                                                                            |                                                                                |
| Antal giltiga röster                                                           | Antal giltiga röster                                                           | 687                                                                            |                                                                                |                                                                                |
| Kasserade röster                                                               | Kasserade röster                                                               | 28                                                                             |                                                                                |                                                                                |
| Totalt                                                                         | Totalt                                                                         | 715                                                                            |                                                                                |                                                                                |

Valet ägde rum den 12 september 1887. Valdeltagandet var 27,6%.

### 1890
| Andrakammarvalet i Sverige 1890: Vättle, Ale och Kullings domsagas valkrets | Andrakammarvalet i Sverige 1890: Vättle, Ale och Kullings domsagas valkrets | Andrakammarvalet i Sverige 1890: Vättle, Ale och Kullings domsagas valkrets | Andrakammarvalet i Sverige 1890: Vättle, Ale och Kullings domsagas valkrets | Andrakammarvalet i Sverige 1890: Vättle, Ale och Kullings domsagas valkrets |
| Kandidat                                                                    | Kandidat                                                                    | Röster                                                                      | Röster                                                                      | Röster                                                                      |
| Kandidat                                                                    | Kandidat                                                                    | Antal                                                                       | %                                                                           | +− %                                                                        |
| --------------------------------------------------------------------------- | --------------------------------------------------------------------------- | --------------------------------------------------------------------------- | --------------------------------------------------------------------------- | --------------------------------------------------------------------------- |
|                                                                             | Jonas Andersson (NL)                                                        | 302                                                                         | 43,5                                                                        |                                                                             |
|                                                                             | Jonas Alströmer (prot.)                                                     | 219                                                                         | 31,5                                                                        |                                                                             |
|                                                                             | Övriga kandidater                                                           | 174                                                                         | 25,0                                                                        |                                                                             |
| Antal giltiga röster                                                        | Antal giltiga röster                                                        | 695                                                                         |                                                                             |                                                                             |
| Kasserade röster                                                            | Kasserade röster                                                            | 37                                                                          |                                                                             |                                                                             |
| Totalt                                                                      | Totalt                                                                      | 732                                                                         |                                                                             |                                                                             |

Valet ägde rum den 25 augusti 1890. Valdeltagandet var 27,0%.

### 1893
| Andrakammarvalet i Sverige 1893: Vättle, Ale och Kullings domsagas valkrets | Andrakammarvalet i Sverige 1893: Vättle, Ale och Kullings domsagas valkrets | Andrakammarvalet i Sverige 1893: Vättle, Ale och Kullings domsagas valkrets | Andrakammarvalet i Sverige 1893: Vättle, Ale och Kullings domsagas valkrets | Andrakammarvalet i Sverige 1893: Vättle, Ale och Kullings domsagas valkrets |
| Kandidat                                                                    | Kandidat                                                                    | Röster                                                                      | Röster                                                                      | Röster                                                                      |
| Kandidat                                                                    | Kandidat                                                                    | Antal                                                                       | %                                                                           | +− %                                                                        |
| --------------------------------------------------------------------------- | --------------------------------------------------------------------------- | --------------------------------------------------------------------------- | --------------------------------------------------------------------------- | --------------------------------------------------------------------------- |
|                                                                             | Jonas Andersson (NL)                                                        | 559                                                                         | 66,5                                                                        | ▲23,0                                                                       |
|                                                                             | Jonas Alströmer (FKPP)                                                      | 229                                                                         | 27,3                                                                        | ▼4,2                                                                        |
|                                                                             | August Andreasson (prot.)                                                   | 22                                                                          | 2,6                                                                         |                                                                             |
|                                                                             | Övriga kandidater                                                           | 30                                                                          | 3,6                                                                         |                                                                             |
| Antal giltiga röster                                                        | Antal giltiga röster                                                        | 840                                                                         |                                                                             |                                                                             |
| Kasserade röster                                                            | Kasserade röster                                                            | 16                                                                          |                                                                             |                                                                             |
| Totalt                                                                      | Totalt                                                                      | 856                                                                         |                                                                             |                                                                             |

Valet ägde rum den 28 augusti 1893. Valdeltagandet var 31,6%.

### 1896
| Andrakammarvalet i Sverige 1896: Vättle, Ale och Kullings domsagas valkrets | Andrakammarvalet i Sverige 1896: Vättle, Ale och Kullings domsagas valkrets | Andrakammarvalet i Sverige 1896: Vättle, Ale och Kullings domsagas valkrets | Andrakammarvalet i Sverige 1896: Vättle, Ale och Kullings domsagas valkrets | Andrakammarvalet i Sverige 1896: Vättle, Ale och Kullings domsagas valkrets |
| Kandidat                                                                    | Kandidat                                                                    | Röster                                                                      | Röster                                                                      | Röster                                                                      |
| Kandidat                                                                    | Kandidat                                                                    | Antal                                                                       | %                                                                           | +− %                                                                        |
| --------------------------------------------------------------------------- | --------------------------------------------------------------------------- | --------------------------------------------------------------------------- | --------------------------------------------------------------------------- | --------------------------------------------------------------------------- |
|                                                                             | Elof Nilsson (L, prot.)                                                     | 554                                                                         | 49,4                                                                        |                                                                             |
|                                                                             | Jonas Andersson (prot.)                                                     | 217                                                                         | 19,3                                                                        | ▼47,2                                                                       |
|                                                                             | Johannes Persson (prot.)                                                    | 173                                                                         | 15,4                                                                        |                                                                             |
|                                                                             | Martin Rhedin (frisinnad)                                                   | 109                                                                         | 9,7                                                                         |                                                                             |
|                                                                             | Knut Belfrage (prot.)                                                       | 30                                                                          | 2,7                                                                         |                                                                             |
|                                                                             | Alfred Bergqvist (kons.)                                                    | 20                                                                          | 1,8                                                                         |                                                                             |
|                                                                             | Karl Andreasson (högerfih.)                                                 | 10                                                                          | 0,9                                                                         |                                                                             |
|                                                                             | Övriga kandidater                                                           | 9                                                                           | 0,8                                                                         |                                                                             |
| Antal giltiga röster                                                        | Antal giltiga röster                                                        | 1 122                                                                       |                                                                             |                                                                             |
| Kasserade röster                                                            | Kasserade röster                                                            | 37                                                                          |                                                                             |                                                                             |
| Totalt                                                                      | Totalt                                                                      | 1 159                                                                       |                                                                             |                                                                             |

Valet ägde rum den 24 augusti 1896. Valdeltagandet var 43,2%.

### 1899
| Andrakammarvalet i Sverige 1899: Vättle, Ale och Kullings domsagas valkrets | Andrakammarvalet i Sverige 1899: Vättle, Ale och Kullings domsagas valkrets | Andrakammarvalet i Sverige 1899: Vättle, Ale och Kullings domsagas valkrets | Andrakammarvalet i Sverige 1899: Vättle, Ale och Kullings domsagas valkrets | Andrakammarvalet i Sverige 1899: Vättle, Ale och Kullings domsagas valkrets |
| Kandidat                                                                    | Kandidat                                                                    | Röster                                                                      | Röster                                                                      | Röster                                                                      |
| Kandidat                                                                    | Kandidat                                                                    | Antal                                                                       | %                                                                           | +− %                                                                        |
| --------------------------------------------------------------------------- | --------------------------------------------------------------------------- | --------------------------------------------------------------------------- | --------------------------------------------------------------------------- | --------------------------------------------------------------------------- |
|                                                                             | Elof Nilsson                                                                | 307                                                                         | 51,8                                                                        | ▲2,4                                                                        |
|                                                                             | Emil Lundgren (frisinnad)                                                   | 228                                                                         | 38,4                                                                        |                                                                             |
|                                                                             | Johannes Persson (frisinnad)                                                | 43                                                                          | 7,3                                                                         | ▼8,1                                                                        |
|                                                                             | Övriga kandidater                                                           | 15                                                                          | 2,5                                                                         |                                                                             |
| Antal giltiga röster                                                        | Antal giltiga röster                                                        | 593                                                                         |                                                                             |                                                                             |
| Kasserade röster                                                            | Kasserade röster                                                            | 22                                                                          |                                                                             |                                                                             |
| Totalt                                                                      | Totalt                                                                      | 615                                                                         |                                                                             |                                                                             |

Valet ägde rum den 12 augusti 1899. Valdeltagandet var 21,9%.

### 1902
| Andrakammarvalet i Sverige 1902: Vättle, Ale och Kullings domsagas valkrets | Andrakammarvalet i Sverige 1902: Vättle, Ale och Kullings domsagas valkrets | Andrakammarvalet i Sverige 1902: Vättle, Ale och Kullings domsagas valkrets | Andrakammarvalet i Sverige 1902: Vättle, Ale och Kullings domsagas valkrets | Andrakammarvalet i Sverige 1902: Vättle, Ale och Kullings domsagas valkrets |
| Kandidat                                                                    | Kandidat                                                                    | Röster                                                                      | Röster                                                                      | Röster                                                                      |
| Kandidat                                                                    | Kandidat                                                                    | Antal                                                                       | %                                                                           | +− %                                                                        |
| --------------------------------------------------------------------------- | --------------------------------------------------------------------------- | --------------------------------------------------------------------------- | --------------------------------------------------------------------------- | --------------------------------------------------------------------------- |
|                                                                             | Elof Nilsson                                                                | 936                                                                         | 57,4                                                                        | ▲5,6                                                                        |
|                                                                             | Emil Lundgren (liberal)                                                     | 694                                                                         | 42,5                                                                        | ▲4,1                                                                        |
|                                                                             | Övriga kandidater                                                           | 1                                                                           | 0,1                                                                         |                                                                             |
| Antal giltiga röster                                                        | Antal giltiga röster                                                        | 1 631                                                                       |                                                                             |                                                                             |
| Kasserade röster                                                            | Kasserade röster                                                            | 9                                                                           |                                                                             |                                                                             |
| Totalt                                                                      | Totalt                                                                      | 1 640                                                                       |                                                                             |                                                                             |

Valet ägde rum den 4 september 1902. Valdeltagandet var 54,7%.

### 1905
| Andrakammarvalet i Sverige 1905: Vättle, Ale och Kullings domsagas valkrets | Andrakammarvalet i Sverige 1905: Vättle, Ale och Kullings domsagas valkrets | Andrakammarvalet i Sverige 1905: Vättle, Ale och Kullings domsagas valkrets | Andrakammarvalet i Sverige 1905: Vättle, Ale och Kullings domsagas valkrets | Andrakammarvalet i Sverige 1905: Vättle, Ale och Kullings domsagas valkrets |
| Kandidat                                                                    | Kandidat                                                                    | Röster                                                                      | Röster                                                                      | Röster                                                                      |
| Kandidat                                                                    | Kandidat                                                                    | Antal                                                                       | %                                                                           | +− %                                                                        |
| --------------------------------------------------------------------------- | --------------------------------------------------------------------------- | --------------------------------------------------------------------------- | --------------------------------------------------------------------------- | --------------------------------------------------------------------------- |
|                                                                             | Elof Nilsson                                                                | 745                                                                         | 42,7                                                                        | ▼14,7                                                                       |
|                                                                             | Herman Carlson (liberal)                                                    | 669                                                                         | 38,3                                                                        |                                                                             |
|                                                                             | Emil Lundgren (liberal)                                                     | 321                                                                         | 18,4                                                                        | ▲24,1                                                                       |
|                                                                             | Övriga kandidater                                                           | 10                                                                          | 0,6                                                                         |                                                                             |
| Antal giltiga röster                                                        | Antal giltiga röster                                                        | 1 745                                                                       |                                                                             |                                                                             |
| Kasserade röster                                                            | Kasserade röster                                                            | 4                                                                           |                                                                             |                                                                             |
| Totalt                                                                      | Totalt                                                                      | 1 749                                                                       |                                                                             |                                                                             |

Valet ägde rum den 11 september 1905. Valdeltagandet var 55,4%.

### 1908
| Andrakammarvalet i Sverige 1908: Vättle, Ale och Kullings domsagas valkrets | Andrakammarvalet i Sverige 1908: Vättle, Ale och Kullings domsagas valkrets | Andrakammarvalet i Sverige 1908: Vättle, Ale och Kullings domsagas valkrets | Andrakammarvalet i Sverige 1908: Vättle, Ale och Kullings domsagas valkrets | Andrakammarvalet i Sverige 1908: Vättle, Ale och Kullings domsagas valkrets |
| Kandidat                                                                    | Kandidat                                                                    | Röster                                                                      | Röster                                                                      | Röster                                                                      |
| Kandidat                                                                    | Kandidat                                                                    | Antal                                                                       | %                                                                           | +− %                                                                        |
| --------------------------------------------------------------------------- | --------------------------------------------------------------------------- | --------------------------------------------------------------------------- | --------------------------------------------------------------------------- | --------------------------------------------------------------------------- |
|                                                                             | Herman Carlson                                                              | 925                                                                         | 53,2                                                                        | ▲14,9                                                                       |
|                                                                             | Svante Andreasson (höger)                                                   | 812                                                                         | 46,7                                                                        |                                                                             |
|                                                                             | Övriga kandidater                                                           | 2                                                                           | 0,1                                                                         |                                                                             |
| Antal giltiga röster                                                        | Antal giltiga röster                                                        | 1 739                                                                       |                                                                             |                                                                             |
| Kasserade röster                                                            | Kasserade röster                                                            | 4                                                                           |                                                                             |                                                                             |
| Totalt                                                                      | Totalt                                                                      | 1 743                                                                       |                                                                             |                                                                             |

Valet ägde rum den 5 september 1908. Valdeltagandet var 53,4%.